# Andrena pagophila
Andrena pagophila är en biart som beskrevs av Warncke 1975. Andrena pagophila ingår i släktet sandbin, och familjen grävbin. Inga underarter finns listade i Catalogue of Life.